# オマハ (原子力潜水艦)
|          |                                           |
| 艦歴     |                                           |
| 発注     | 1971年1月31日                             |
| 起工     | 1973年1月27日                             |
| 進水     | 1976年2月21日                             |
| 就役     | 1978年3月11日                             |
| 退役     | 1995年10月5日                             |
| 除籍     | 1995年10月5日                             |
| その後   | 原子力艦再利用プログラム                  |
| 性能諸元 |                                           |
| 排水量   | 満載：6,071 トン、基準：5,700 トン        |
| 全長     | 110.3 m (362 ft)                          |
| 全幅     | 10 m (33 ft)                              |
| 喫水     | 9.7 m (32 ft)                             |
| 最大速   | 水上25 kt (46 km/h)、水中30+ kt (56 km/h) |
| 潜行深度 | 290 m (950 ft)                            |
| 機関     | S6G reactor 1基                           |
| 乗員     | 士官12名、兵員98名                        |
| モットー |                                           |

オマハ(USS Omaha, SSN-692)は、アメリカ海軍のロサンゼルス級原子力潜水艦の5番艦。艦名はネブラスカ州オマハに因んで命名された。その名を持つ艦としてはオマハ級軽巡洋艦1番艦(CL-4)以来3隻目。

## 艦歴
オマハの建造は1971年1月31日にコネチカット州グロトンのジェネラル・ダイナミクス・エレクトリック・ボート社に発注され、1973年1月27日に起工した。1976年2月21日にローマン・L・フルスカ夫人によって命名、進水し、1978年3月11日にテッド・A・ハミルトン艦長の指揮下就役した。
オマハは1995年2月7日に予備役となり、1995年10月5日に退役、除籍されワシントン州ブレマートンで保管された。
オマハは2007年10月1日に原子力艦再利用プログラムに従って解体される予定である。